# Claudia Victrix
Claudia Victrix est une artiste lyrique et actrice française, née le 24 mai 1888 au Havre et morte le 20 avril 1976 à Paris 14e.

## Biographie

### Origines
Claudia Victrix naît le 24 mai 1888 au Havre sous le nom de Jeanne Renée Marie Bourgeois,, fille naturelle de Gustave Victor Bourgeois, représentant de commerce, et de Léontine Angéline Pion, sans profession,.

### Carrière
Claudia Victrix a été cantatrice à l'Opéra de Paris.
Elle a aussi été à l'affiche de trois films muets.

### Vie privée
Le 11 janvier 1923, Claudia Victrix épouse en secondes noces le producteur Jean Sapène (1867-1940). Elle participe notamment à la construction d'une des villas de son mari à Croissy-sur-Seine. Elle divorce également de ce second mari.

### Mort
Claudia Victrix meurt le 20 avril 1976 à Paris 14e, à son domicile du 82 boulevard du Montparnasse.
Elle repose au cimetière de l'Ouest à Boulogne-Billancourt.

## Filmographie
- 1928 : Princesse Masha de René Leprince
- 1928 : L'Occident de Henri Fescourt
- 1929 : La Tentation de Jacques de Baroncelli